# Centro Ester Pallavolo
Il Centro Ester Pallavolo è una società pallavolistica di Napoli.

## Storia

La vittoria della Coppa CEV 1998-99

Negli anni 90, la società raggiunge dapprima la Serie B e poi la Serie A con la sua squadra femminile. Il 21 novembre 1996 vince la sua prima e unica Coppa Italia di A2, superando Palermo e Roma prima di vincere la finale contro Spezzano per 3-0 al PalaBursi. Al termine della stagione le ragazze centrano anche la qualificazione in A1, chiudendo il campionato al primo posto con 54 punti e solo tre sconfitte.
Nella stagione 1998-1999 vince la Coppa CEV di pallavolo femminile, battendo per 3-0 in finale, le ucraine dell'Iskra Luhans'k. Durante la stessa annata chiude al 5º posto nella regular season di A1, centrando i play-off. Lo stesso obiettivo verrà centrato anche nella stagione 1999-2000.
Nel 2014, oramai retrocessa in Serie C, vince la Coppa Campania, trofeo di natura regionale. Nel 2017 l'intera polisportiva del Centro Ester chiude, sotto il peso di una situazione debitoria ormai non sanabile, lasciando dopo anni Napoli Est senza sport. Dopo poco più di dodici mesi, grazie al neopresidente Pasquale Corvino che rileva il polo sportivo, l'attività societaria riprende anche se esclusivamente con attività territoriale e in enti di promozione sportiva.

## Palmarès
- Coppa Italia di Serie A2: 1

1996-97
- Coppa CEV: 1

1998-99